# Goumoens-la-Ville
Goumoens-la-Ville was een gemeente en plaats in het Zwitserse kanton Vaud en maakt sinds 1 januari 2008 deel uit van het district Gros-de-Vaud. Voor 2008 maakte de gemeente deel uit van het toenmalige district Echallens.
Goumoens-la-Ville telt 640 inwoners.

## Geschiedenis
De gemeente is in 2011 samen met de gemeenten Eclagnens en Goumoens-le-Jux opgegaan in de nieuwe gemeente Goumoëns.

## Overleden
- Marie Gilliard-Malherbe (1848-1911), schrijfster en landbouwster

- Historisch woordenboek van Zwitserland: 002367
- Virtual International Authority File: 966154198304220230005
- WorldCat: E39PBJmhJbTbh6gQmPvMfTfg8C